# الرياضة في البحرين
مجموعة متنوعة من الرياضات في البحرين تحظى بشعبية واسعة النطاق. كرة القدم هي الرياضة الأكثر شعبية في البلاد.  تشمل الرياضات الأخرى الشائعة مثل كرة السلة وكرة الطائرة وكرة اليد. اكتسبت الرياضة مثل سباق الخيل والفنون القتالية المختلطة واتحاد الرجبي شعبية على مدى العقود القليلة الماضية.

## الفنون القتالية المختلفة

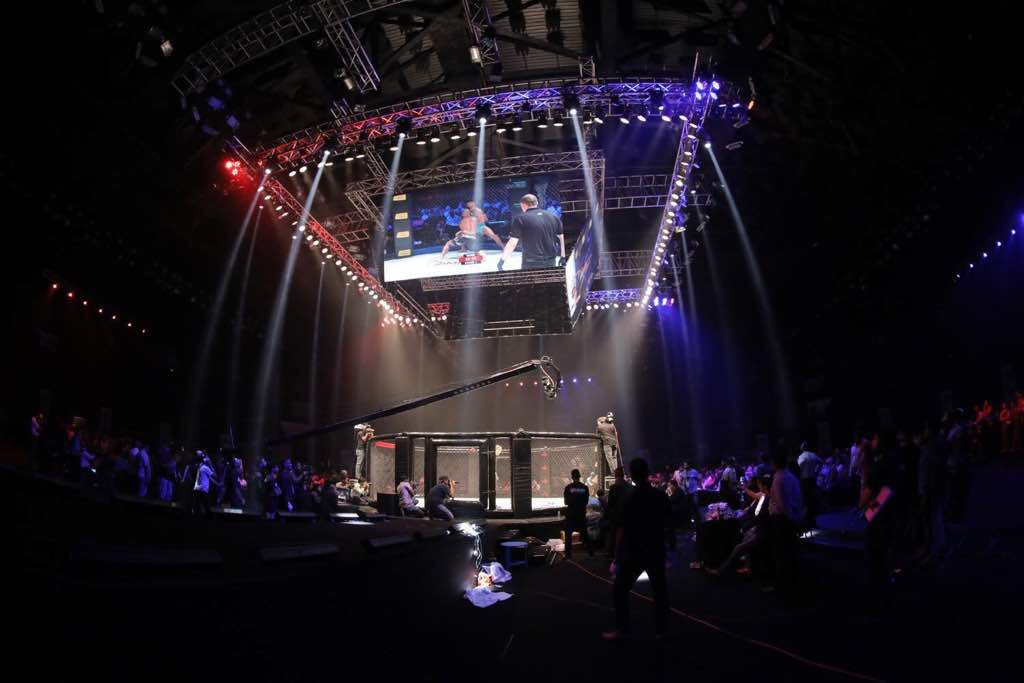
فعالية فنون القتال المختلطة في البحرين

الفنون القتالية المختلطة مباحة في البحرين. تم إنشاء الاتحاد البحريني MMA (BMMAF) تحت رعاية الشيخ خالد بن حمد آل خليفة.  يتم تطوير MMA في البلاد من خلال KHK MMA، التي تمتلك اتحاد قتال الشجعان الذي يعد أكبر ترويج لفنون القتال المختلفة في الشرق الأوسط.  استضافت البحرين بطولة العالم للهواة في 2017 و 2018 و 2019 بالاشتراك مع الاتحاد الدولي لفنون القتال المختلطة. ستكون البحرين أول دولة آسيوية وعربية تستضيف بطولة MMA للهواة. 
فريق البحرين هو أيضًا فريق MMA المصنف الأول في العالم، بالإضافة إلى وجود المقاتل رقم واحد في العالم، بطل العالم للوزن الثقيل باشا خاركاشيف. 
تأسس اتحاد BRAVE القتالي في 23 سبتمبر 2016 من قبل الشيخ خالد بن حمد آل خليفة.  قامت المنظمة التي تتخذ من البحرين مقراً لها بعرض 34 حدثاً حتى الآن  في 19 دولة مختلفة حول العالم، بما في ذلك خمسة من أفضل عروضها التي تقام في المملكة نفسها.
عرفت الحملة الترويجية منذ إنشائها بتمكين الرياضة في جميع أنحاء العالم، وخلط المقاتلين المحليين مع النجوم الدوليين في جميع المناطق التي تهبط فيها، بالإضافة إلى التعاون مع الاتحادات والمنظمات المحلية من أجل تمكين الرياضة في المستوى المحلي.

## كرة القدم
البحرين لديها دوريها المحلي لكرة القدم، الدوري البحريني الممتاز. يضم 10 أندية لكرة القدم تلعب مجموعة روبن من جولتين، حيث يلعب كل فريق 18 مباراة.  يتأهل الفائزون بالبطولة المحلية لكأس الاتحاد الآسيوي.
يستخدم الدوري نظام الترقية والإقصاء مع اتحاد التصنيف البحريني، وهو دوري من الدرجة الثانية لكرة القدم في البحرين. يبدأ الموسم في العادة في سبتمبر وينتهي في مايو، كما هو الحال في بطولات كرة القدم التي حدثت. أقيم الموسم الأول في عام 1952. على الرغم من أن المباريات تُلعب على أرض الوطن وخارجها، إلا أن جميع المباريات تقريباً تُلعب في ملعب البحرين الوطني.
يُحسم النادي صاحب الترتيب المنخفض مع إنهاء الفريق للقاع الثاني للدخول في مباراة فاصلة للهبوط / الترقية. أنجح نادي في تاريخ الدوري هو المحرق. البطل الحالي لموسم كرة القدم 2011-2012 هو نادي الرفاع. 

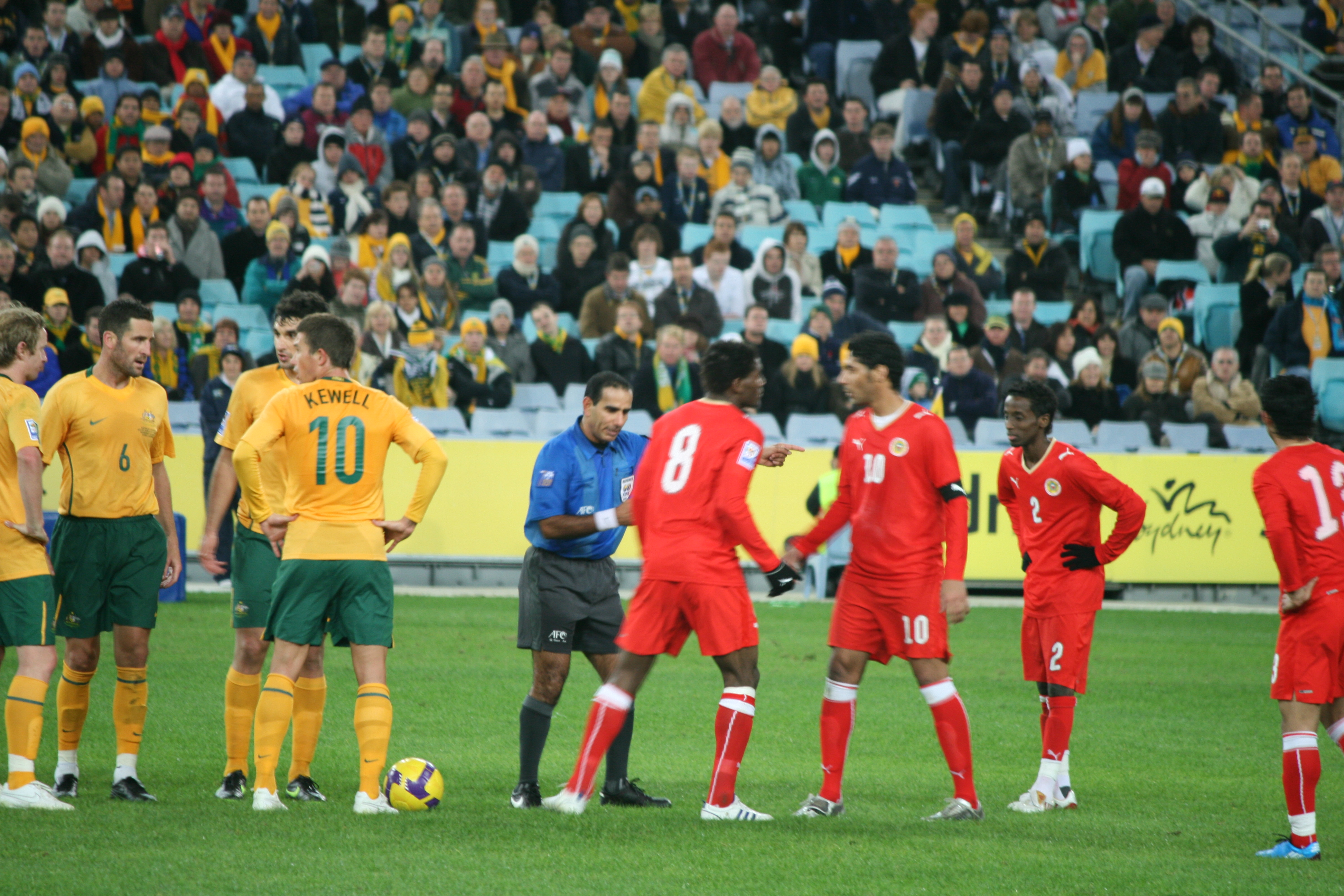
منتخب البحرين لكرة القدم يلعب مع أستراليا يوم 10 يونيو 2009 في تصفيات كأس العالم

| النادي             | - | نادي الرفاع البحريني (يشمل الرفاع الغربي) |  | 10 |
| نادي البحرين       | 5 |                                           |  |    |
| الأهلي             | 5 |                                           |  |    |
| نادي العربي        | 1 |                                           |  |    |
| الحلا              | 1 |                                           |  |    |
| النصر              | 1 |                                           |  |    |
| نادي الرفاع الشرقي | 1 |                                           |  |    |

## كرة سلة
البحرين لديها دوري كرة سلة محترف، يضم 11 فريقًا من الأندية.
بالإضافة إلى الدوري، يتوفر كأس كرة السلة، كأس زين البحرين لكرة السلة، حيث سيتنافس أفضل فريقين في النهاية على الكأس في [أفضل ثلاثة من النهائي. الفائز بالكأس سيمثل البحرين في بطولة الأندية الآسيوية لكرة السلة. 
كل من الدوري والكأس برعاية زين. 
سيُمنح أبطال الدوري بشكل عام فرصة تمثيل البحرين في بطولة الأندية العربية لكرة السلة التي تقام في العام التالي. 

## اتحاد الرجبي
تُلعب سباعيات الرجبي واتحاد الرجبي الكامل في البحرين، يث يمتلك البحرينيون فريق السبعات الوطني الخاص بهم. تأسس نادي الرجبي البحريني لأول مرة في عام 1970، كرع للنادي البريطاني المحلي. لديها دوري الرجبي الخاص بها.  كما تمتلك البحرين فريقها الوطني للسباعيات للسباعيات .

## كريكيت
يدار الكريكيت المحترف من قبل جمعية الكريكيت البحرينية.  هذه الرياضة تحظى بشعبية كبيرة بين المغتربين في جنوب آسيا في البلاد.  البحرين لديها فريق الكريكيت الوطني الذي كان أول ظهور دولي له في كأس الكؤوس في عام 2004، حيث فشلوا في التقدم بعد الجولة الأولى. شاركوا في البطولة مرة أخرى في أغسطس 2006، وحققوا أداءً أفضل بكثير ليحلوا في المركز السادس. في وقت سابق من العام فازوا بكأس الشرق الأوسط ACC، وهزموا أفغانستان في المباراة النهائية. 
في عام 2018، تم تقديم لعبة الكريكيت T20 إلى قائمة الامتياز لأول مرة في البحرين.  ظهرت ستة فرق في الطبعة الأولى من الحدث. كانت الفرق هي SRam MRam Falcons و Kalaam Knight-Riders و Intex Lions و Bahrain Super Giants و Four Square Challengers و Awan Warriors. 
كان ظهور البحرين لأول مرة في دوري الكريكيت العالمي ICC في عام 2009 عندما فازوا بدوري القسم السابع العالمي لعام 2009 ومن ثم تقدموا إلى القسم السادس. كان لديهم بطولة قوية أخرى في القسم السادس، وصعدوا إلى القسم الثاني واكتسبوا ترقيات متتالية في هذه العملية. في عام 2010 تنافسوا في القسم الخامس في نيبال.  لعبت البحرين في نوفمبر 2009 في كأس ACC Twenty20 لعام 2009. أنهوا الجزء السفلي من المجموعة B، وخسروا جميع مبارياتهم الخمس في التقدم. وفي مباراة تحديد المركز الحادي عشر، تغلبت البحرين على الصين بـ 93 تمريرة لإنهاء البطولة في المركز الحادي عشر.
كما تمتلك الدولة دوري الكريكيت الخاص بها، حيث يلعب 48 فريقًا وأكثر من 750 لاعب كريكيت في دوري الكريكيت البحريني.  تأسس الدوري في عام 1981 تحت اسم «دوري الكريكيت الصغير» وكان في البداية 4 فرق. وبحلول عام 2010، ارتفع هذا العدد إلى 46. 

## الفروسية

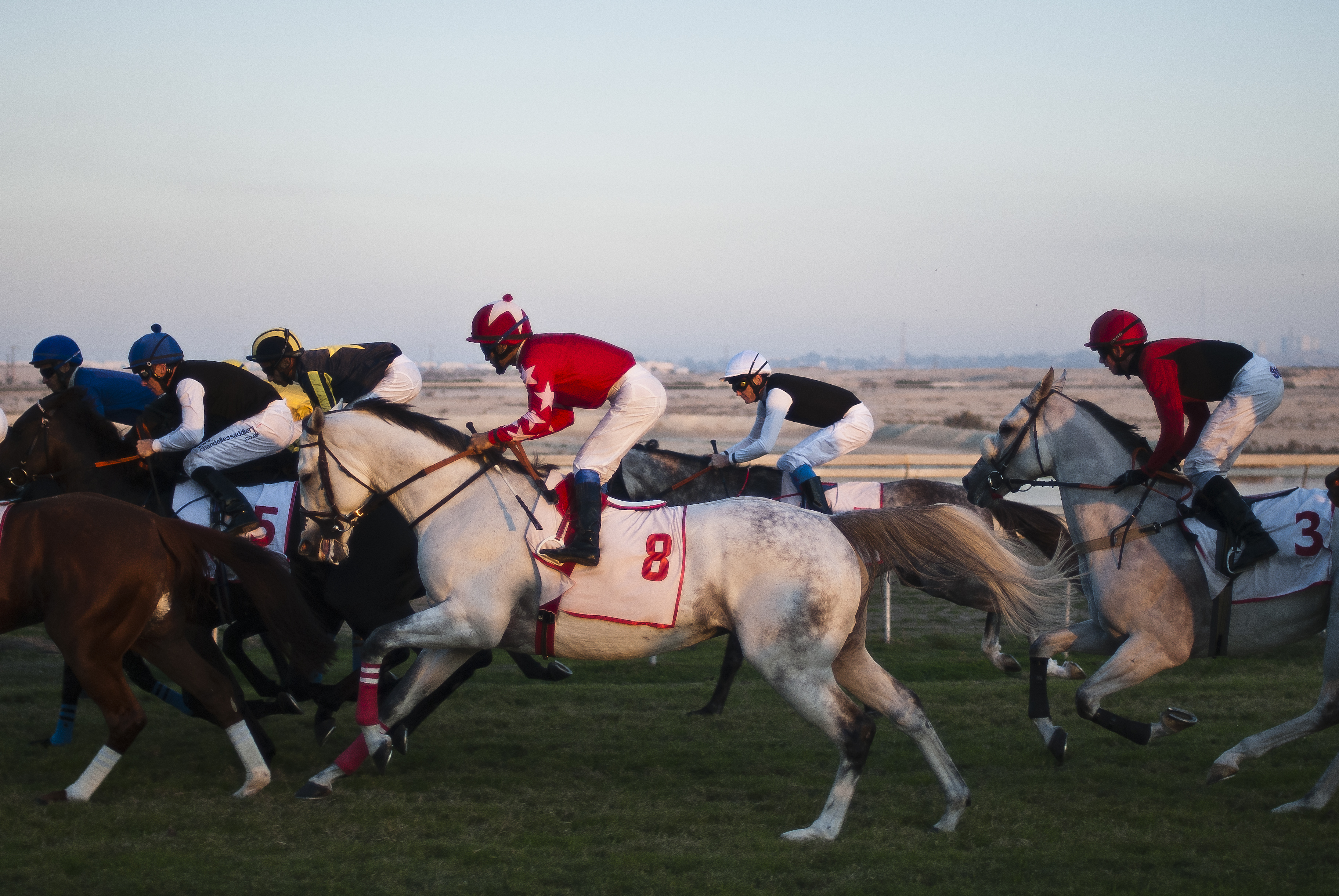
سباق الخيل في مضمار الصخير

تعد رياضة الفروسية واحدة من أكثر الرياضات شعبية في البلاد.  يدار ركوب الخيل من الاتحاد البحريني للفروسية والتحمل (BREEF) الذي تأسس في عام 2003، بعد أن حل محل الهيئة الإدارية السابقة، جمعية البحرين للفروسية.  يقع المقر الرئيسي لمؤسسة BREEF في مدينة العوالي، جنوب العاصمة المنامة. بدأ سباق التحمل الأول على الإطلاق في 7 أكتوبر 2004 مع الحدث الكبير، على مسافة 120كم، الذي عقد في 7 ديسمبر من ذلك العام. في عام 2005، أقيمت «بطولة العالم للفروسيين الصغار والشباب» في البحرين، وجذبت انتباه الفروسيين الدوليين.
البحرين عضو في الاتحاد الدولي للفروسية منذ عام 1985، وعضو في الرابطة الآسيوية للفروسية منذ عام 1989 وعضو في الاتحاد العربي للفروسية منذ عام 1990. 
المملكة البحرينية هي موطن لاسطبلات التدريب المتعددة وهذا لكثرة اهتمامها بالفروسية.   
تعود الرياضة الرسمية لقفز الحواجز في البحرين إلى عام 1976. لُعبت هذه الرياضة لأول مرة من قبل فريق الخماسي الحديث لقوة دفاع البحرين.  في عام 1986، تم تأسيس فريق Safria لتمثيل مملكة البحرين في بطولات القفز الحربي العسكري والمدني في الخارج.

## F1 و رياضة السيارات

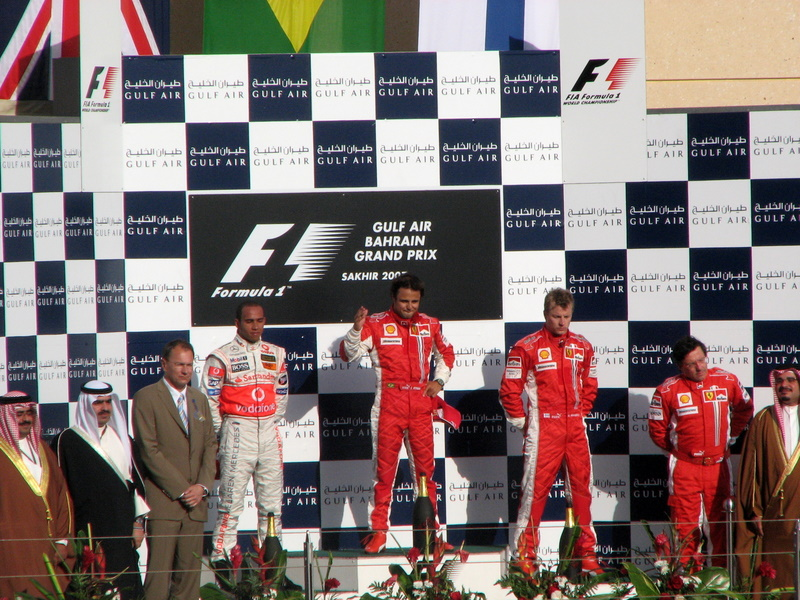
حفل المنصة لسباق البحرين لعام 2007

رياضة السيارات هي واحدة من الألعاب الرياضية الأكثر شعبية في البحرين. البحرين لديها مضمار سباق الفورمولا ون ويمكن لأي شخص القدوم وتجربة القيادة في المضمار، استضاف المضمار الجائزة الأولى لطيران الخليج في 4 أبريل 2004، وهو الأول في دولة عربية. وأعقب ذلك سباق البحرين لعام 2005. استضافت البحرين الجائزة الكبرى الافتتاحية لموسم 2006 في 12 مارس من ذلك العام. وفاز فرناندو ألونزو من رينو بالسباقين المذكورين أعلاه. حدث عام 2007 في 13 و 14 أبريل و 15. 
أحدث إصدار لسباق جائزة البحرين الكبرى كان سباق البحرين لعام 2012، والذي حدث على الرغم من المخاوف بشأن سلامة الفرق والاحتجاجات المستمرة في البلاد.  فاز سباستيان فيتل بالسباق. وصف خصوم السباق قرار إقامة السباق على الرغم من الاحتجاجات والعنف المستمر  بأنه أحد أكثر سباقات الجائزة الكبرى إثارة للجدل في تاريخ الرياضة.   
في عام 2006، استضافت البحرين أيضًا فعالياتها الافتتاحية الأسترالية V8 Supercar التي أطلق عليها اسم «الصحراء 400». ستعود V8s كل شهر نوفمبر إلى حلبة الصخير. تتميز حلبة البحرين الدولية أيضًا بشريط سحب كامل الطول حيث نظم نادي البحرين لسباق السحب سباقات دعائية تضم بعض أفضل فرق سباق السحب في أوروبا في محاولة لرفع مكانة الرياضة في الشرق الأوسط. 

## الألعاب الأولمبية
في دورة الألعاب الأولمبية لعام 2012 في لندن، إنجلترا، أصبحت العداءة مريم يوسف جمال أول ميدالية أولمبية في البحرين عندما فازت بالميدالية البرونزية في سباق 1500 متر للسيدات. جمال هي أول رياضية من دولة خليجية تفوز بميدالية أولمبية، ستستضيف البحرين 19 دورة ألعاب آسيوية 2009 هناك 8 ملاعب هي: ألعاب المدينة الشمالية الرياضية، درة البحرين للألعاب المائية، مبارزة شجرة الحياة، مراسي البحرين لكرة الطائرة الشاطئية، البحرين خليج الدراجات، حلبة البحرين الدولية Badmintion واستاد جسر الملك فهد لكرة القدم والمدن المضيفة هي: المنامة، المحرق، مدينة عيسى، الرفاع، سترة، جسر الملك فهد (الجانب البحريني)، درة البحرين وديار المحرق. 

## روابط خارجية
- نادي البحرين للرجبي